# Ombré hair

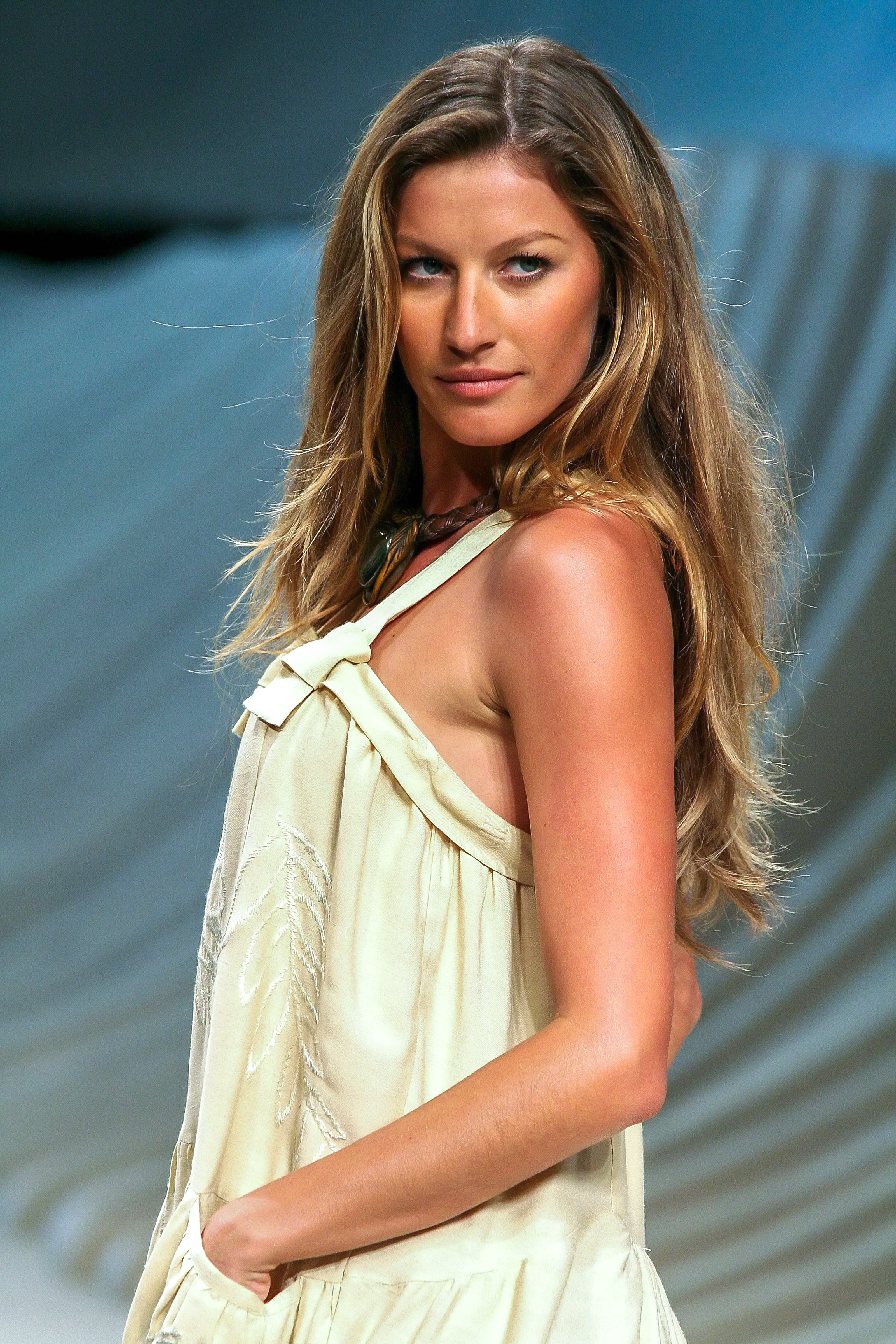
Gisele Bündchen avec son ombré hair blond.

 (juillet 2016).
Si vous disposez d'ouvrages ou d'articles de référence ou si vous connaissez des sites web de qualité traitant du thème abordé ici, merci de compléter l'article en donnant les références utiles à sa vérifiabilité et en les liant à la section « Notes et références ».
L'ombré hair en anglais ou dégradé de couleurs en français est une technique de coloration des cheveux à trois teintes. Cette technique produit des nuances intermédiaires pour un dégradé en douceur. Selon Justin Jensen, coloriste dans le salon de coiffure de Sally Hershberger (en), « l'ombré hair ne nécessite que peu d'entretien et ne se démode pas »[pertinence contestée]. Un ombré hair étant une décoloration progressive, les produits utilisés sont très agressifs pour les cheveux[source insuffisante]. Ce type de coloration peut même être arboré avec une longueur de carré aux épaules.

## Historique
L'ombré hair, dérivé du mot français « ombrer » a été popularisé dans les années 1990 par l'artiste américaine Aaliyah, qui avait les cheveux teints avec un dégradé de couleurs. À partir de 2010, cette mode est de nouveau populaire. Le style est adopté par de nombreuses stars comme Alexa Chung, Lauren Conrad, Nicole Kidman, Beyoncé, et même Jared Leto.
L'ombré a d'abord consisté en des tons différents d'une même couleur, dans la même chevelure, un dégradé allant du blond clair au blond foncé ou inversement, par exemple, puis s'est élargi à la décoloration, à des tons qui ne font pas partie de la même couleur, comme le blond et le brun, et à des couleurs non-naturelles comme le violet ou le turquoise[réf. nécessaire]. Cependant, dans tous les cas, il y a une transition en douceur entre les différentes couleurs via un dégradé progressif des teintes, permettant d'accorder celle des racines et des pointes au niveau du milieu de la chevelure.

## Variantes

### Tie and dye

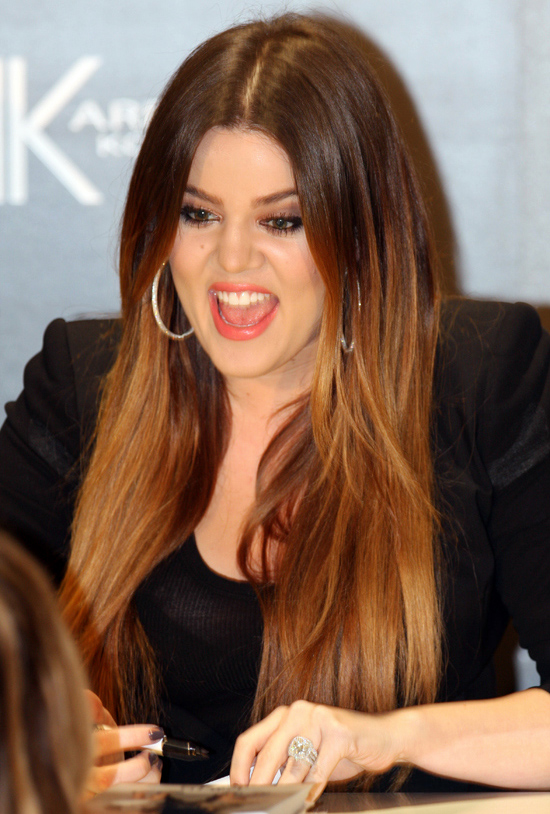
Khloé Kardashian avec son tie and dye' châtain pointe blonde.

Le tie and dye est une couleur à deux tons généralement du foncé vers le clair avec un éclaircissement accentué des pointes. La démarcation des deux teintes, celle des racines et celle des pointes, est plus appuyée avec cette technique.

### Dip Dye Hair

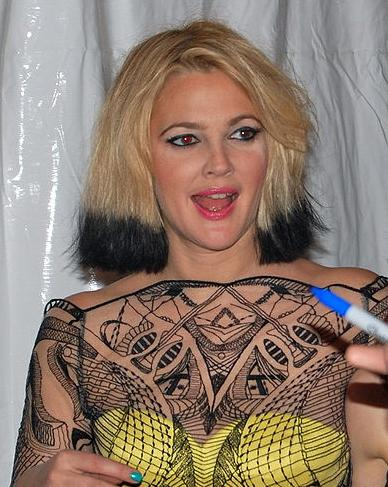
Drew Barrymore arborant un dip dye blond-gris.

Le dip dye hair, est un dégradé de deux couleurs, la rupture entre les deux teintes est radicale, les coloris sont tranchés voire fluo. Cette technique de coloration des cheveux crée une rupture de teinte très nette et permet ainsi un fort contraste entre ces deux couleurs.

### Sombré hair
Le sombré hair est une déclinaison de l'ombré avec une transition encore plus en douceur[pas clair].

## Galerie

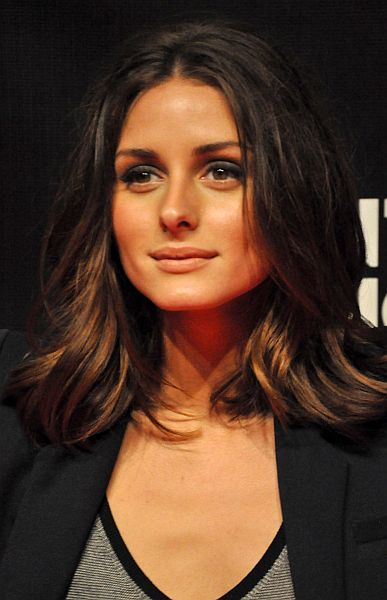
Olivia Palermo avec son ombré caramel.
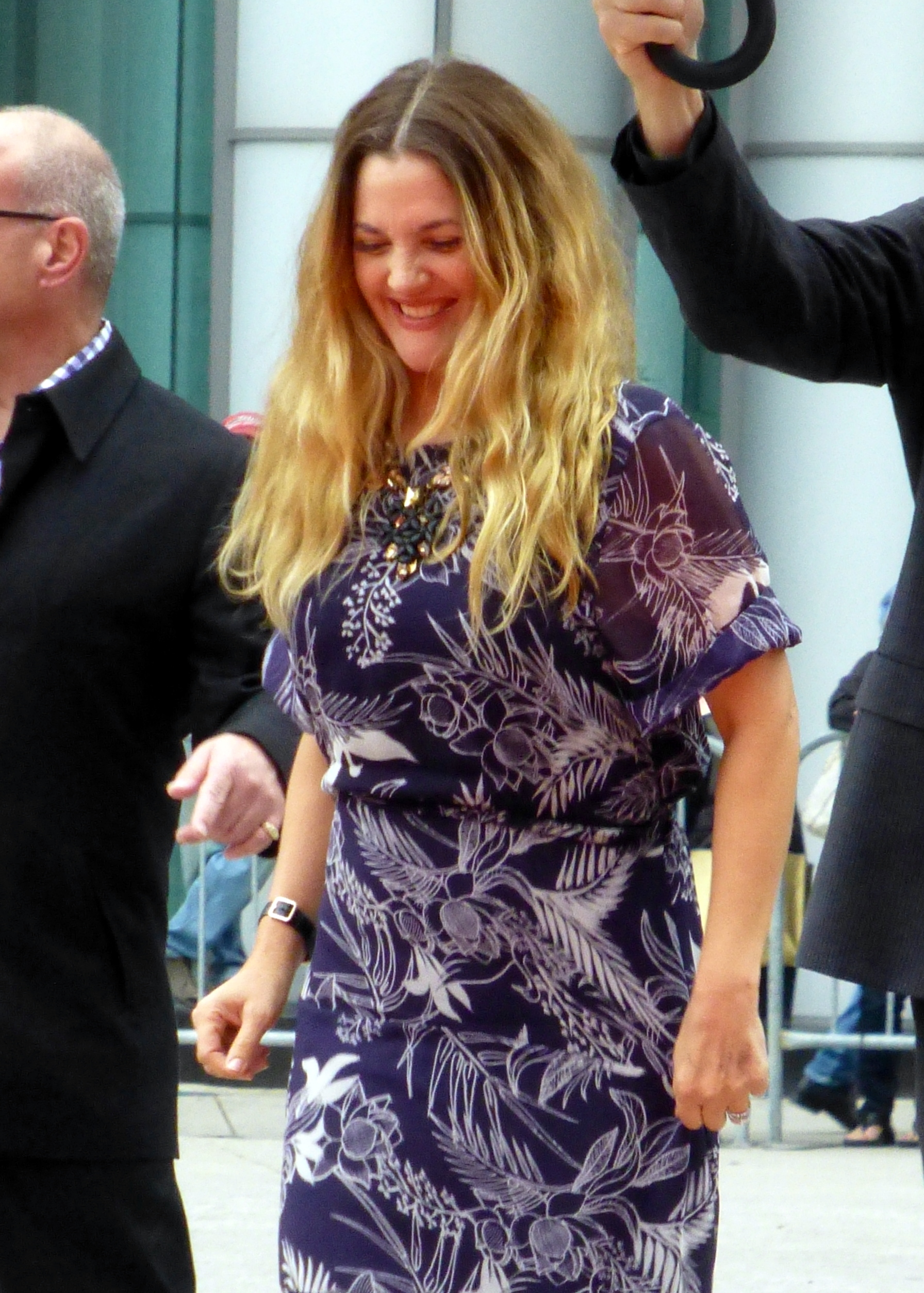
Drew Barrymore avec son ombré blond.